# 1905
| [ Edytuj tabelę ]              | |
| Król Polski (tytularny)        | - 1894 Mikołaj II Romanow 1917 |
| Król Afganistanu               | - 1901 Habibullah Chan 1919 |
| Współksiążęta Andory           | - 1902 Joan Josep Laguarda i Fenollera 1906 - 1899 Émile François Loubet 1906                                                              |
| Prezydent Argentyny            | - 1904 Manuel Quintana 1906 |
| Premier Australii              | - 1904 George Reid 1905 - 1905 Alfred Deakin 1908                                                                                          |
| Cesarz Austrii                 | - 1848 Franciszek Józef I 1916 |
| Król Bawarii                   | - 1886 Otto 1913 |
| Król Belgów                    | - 1865 Leopold II 1909 |
| Premier Belgii                 | - 1899 Paul de Smet de Naeyer 1907 |
| Prezydent Boliwii              | - 1904 Ismael Montes 1909 |
| Prezydent Brazylii             | - 1902 Francisco de Paula Rodrigues Alves 1906                                                                                             |
| Sułtan Brunei                  | - 1885 Hashim Jalilul Alam Aqamaddin 1906                                                                                                  |
| Car Bułgarii                   | - 1887 Ferdynand I Koburg 1918 |
| Premier Bułgarii               | - 1903 Raczo Petrow 1906 |
| Prezydent Chile                | - 1901 Germán Riesco 1906 |
| Cesarz Chin                    | - 1875 Guangxu 1908 |
| Premier Czarnogóry             | - 1879 Božo Petrović-Njegoš 1905 - 1905 Lazar Mijušković 1906                                                                              |
| Król Czech                     | - 1848 Franciszek Józef I 1916 |
| Król Danii                     | - 1863 Chrystian IX 1906 |
| Premier Danii                  | - 1901 Johan Henrik Deuntzer 1905 - 1905 Jens Christian Christensen 1908                                                                   |
| Dalajlama                      | - 1878 Thubten Gjaco 1933 |
| Prezydent Dominikany           | - 1903 Carlos Felipe Morales 1905 - 1905 rada państwa 1906                                                                                 |
| Władca Egiptu                  | - 1892 Abbas II Hilmi 1914 |
| Premier Egiptu                 | - 1895 Mustafa Fahmi Pasza 1908 |
| Prezydent Ekwadoru             | - 1901 Leónidas Plaza 1905 - 1905 Lizardo García 1906                                                                                      |
| Cesarz Etiopii                 | - 1889 Menelik II 1913 |
| Prezydent Francji              | - 1899 Émile François Loubet 1906 |
| Premier Francji                | - 1902 Émile Combes 1905 - 1905 Maurice Rouvier 1906                                                                                       |
| Król Grecji                    | - 1863 Jerzy I 1913 |
| Prezydent Gwatemali            | - 1898 Manuel Estrada Cabrera 1920 |
| Prezydent Haiti                | - 1902 Pierre Nord Alexis 1908 |
| Król Hiszpanii                 | - 1886 Alfons XIII 1931 |
| Premier Hiszpanii              | - 1904 Marcelo Azcárraga 1905 - 1905 Raimundo Fernández-Villaverde 1905 - 1905 Eugenio Montero Ríos 1905 - 1905 Segismundo Moret 1906      |
| Król Holandii                  | - 1890 Wilhelmina 1948 |
| Premier Holandii               | - 1901 Abraham Kuyper 1905 - 1905 Theodoor Herman de Meester 1908                                                                          |
| Prezydent Hondurasu            | - 1903 Manuel Bonilla 1907 |
| Szach Iranu                    | - 1896 Mozaffar ad-Din 1907 |
| Władca Indii                   | - 1901 Edward VII 1910 |
| Król Irlandii                  | - 1901 Edward VII 1910 |
| Cesarz Japonii                 | - 1867 Mutsuhito 1912 |
| Premier Japonii                | - 1901 Tarō Katsura 1906 |
| Kalif                          | - 1876 Abdülhamid II 1909 |
| Premier Kanady                 | - 1896 Wilfrid Laurier 1911 |
| Emir Kataru                    | - 1878 Kasim ibn Muhammad Al Sani 1913 |
| Prezydent Kolumbii             | - 1904 Rafael Reyes 1908 |
| Patriarcha Konstantynopola     | - 1901 Joachim III 1912 |
| Władca Korei                   | - 1863 Kojong 1907 |
| Prezydent Kostaryki            | - 1902 Ascensión Esquivel Ibarra 1906 |
| Prezydent Kuby                 | - 1902 Tomás Estrada Palma 1906 |
| Prezydent Liberii              | - 1904 Arthur Barclay 1912 |
| Książę Liechtensteinu          | - 1858 Jan II Dobry 1929 |
| Wielki książę Luksemburga      | - 1890 Adolf 1905 - 1905 Wilhelm IV 1912                                                                                                   |
| Premier Luksemburga            | - 1888 Paul Eyschen 1915 |
| Sułtan Maroka                  | - 1894 Abd al-Aziz IV 1908 |
| Prezydent Meksyku              | - 1884 Porfirio Díaz 1911 |
| Książę Monako                  | - 1889 Albert I 1922 |
| Król Nepalu                    | - 1881 Prithvi 1911 |
| Premier Nepalu                 | - 1901 Chandra Shumsher Jang Bahadur Rana 1929                                                                                             |
| Cesarz Niemiec                 | - 1888 Wilhelm II Hohenzollern 1918 |
| Kanclerz Niemiec               | - 1900 Bernhard von Bülow 1909 |
| Prezydent Nikaragui            | - 1893 José Santos Zelaya 1909 |
| Król Norwegii                  | - 1872 Oskar II 1905 - 1905 Haakon VII 1957                                                                                                |
| Premier Norwegii               | - 1905 Christian Michelsen 1907 |
| Premier Nowej Zelandii         | - 1893 Richard Seddon 1906 |
| Sułtan Omanu                   | - 1888 Fajsal ibn Turki 1913 |
| Prezydent Panamy               | - 1904 Manuel Amador Guerrero 1908 - 1903 José Domingo de Obaldía 1910                                                                     |
| Papież                         | - 1903 Pius X 1914 |
| Prezydent Paragwaju            | - 1904 Juan Bautista Gaona 1905 - 1905 Cecilio Báez 1906                                                                                   |
| Prezydent Peru                 | - 1904 José Pardo 1908 |
| Król Portugalii                | - 1889 Karol 1908 |
| Premier Portugalii             | - 1904 José Luciano de Castro 1906 |
| Król Prus                      | - 1888 Wilhelm II 1918 |
| Car Rosji                      | - 1894 Mikołaj II 1917 |
| Premier Rosji                  | - 1905 Siergiej Witte 1906 |
| Król Rumunii                   | - 1881 Karol I 1914 |
| Premier Rumunii                | - 1904 Gheorghe Cantacuzino 1907 |
| Król Saksonii                  | - 1904 Fryderyk August III Wettyn 1918 |
| Prezydent Salwadoru            | - 1903 Pedro José Escalón 1907 |
| Kapitanowie regenci San Marino | - 1904 Luigi Tonnini Gustavo Babboni 1905 - 1905 Antonio Belluzzi Pasquale Busignani 1905 - 1905 Onofrio Fattori Piermatteo Carattoni 1906 |
| Król Serbii                    | - 1903 Piotr Karadziordziewić 1918 |
| Prezydent Szwajcarii           | - 1905 Marc-Émile Ruchet 1905 |
| Król Szwecji                   | - 1872 Oskar II 1907 |
| Premier Szwecji                | - 1902 Erik Gustaf Boström 1905 - 1905 Johan Ramstedt 1905 - 1905 Christian Lundeberg 1905 - 1905 Karl Staaff 1906                         |
| Król Tajlandii                 | - 1868 Chulalongkorn 1910 |
| Król Tonga                     | - 1893 Jerzy Tupou II 1918 |
| Premier Tonga                  | - 1893 Siosateki Veikune 1905 - 1905 Sione Mateialona 1912                                                                                 |
| Sułtan Turków                  | - 1876 Abdülhamid II 1909 |
| Prezydent Urugwaju             | - 1903 José Batlle y Ordóñez 1907 |
| Prezydent USA                  | - 1901 Theodore Roosevelt 1909 |
| Prezydent Wenezueli            | - 1899 Cipriano Castro 1908 |
| Król Węgier                    | - 1848 Franciszek Józef I 1916 |
| Premier Węgier                 | - 1903 István Tisza 1905 - 1905 Géza Fejérváry 1906                                                                                        |
| Monarcha Wielkiej Brytanii     | - 1901 Edward VII 1910 |
| Premier Wielkiej Brytanii      | - 1902 Arthur Balfour 1905 - 1905 Henry Campbell- -Bannerman 1908                                                                          |
| Król Włoch                     | - 1900 Wiktor Emanuel III 1946 |

Rok 1905 / MCMV
stulecia: XIX wiek ~
XX wiek ~
XXI wiek

dziesięciolecia:
1870–1879 •
1880–1889 •
1890–1899 •
1900–1909
• 1910–1919
• 1920–1929
• 1930–1939

lata: 1895 «
1900 «
1901 «
1902 «
1903 «
1904 «
1905
» 1906
» 1907
» 1908
» 1909
» 1910
» 1915

## Wydarzenia w Polsce
- 18 stycznia – w restauracji przy Krakowskim Przedmieściu w Warszawie rzeźbiarz Xawery Dunikowski śmiertelnie postrzelił w głowę malarza Wacława Pawliszaka.
- 28 stycznia – PPS ogłosiła strajk powszechny, co stało się początkiem rewolucji w Królestwie Polskim.
- 3 lutego – w Kielcach doszło do strajku młodzieży gimnazjalnej, domagającej się wprowadzenia nauczania w języku polskim.
- 24 lutego – rewolucja 1905: w Warszawie miała miejsce pierwsza akcja zbrojna bojowców PPS.
- 26 lutego – w Królestwie Polskim rozpoczęła się fala strajków solidarnościowych z robotnikami rosyjskimi.
- 2 marca – otwarto Dom Lekarski w Krakowie.
- 22 marca – założono Muzeum w Gliwicach.
- 26 marca – zamach bombowy bojowca PPS Stefana Aleksandra Okrzei na cyrkuł carskiej policji w Warszawie.
- 1 maja:
  - na terenie zaboru rosyjskiego zniesiono zakaz nabywania ziemi przez Polaków na ziemiach zabranych. Władze dopuściły w szkołach prywatnych nauczanie języka polskiego i litewskiego.
  - w Królestwie Polskim w trakcie demonstracji 1-majowych doszło do starć pomiędzy robotnikami a oddziałami rosyjskimi.
- 19 maja – w Warszawie zdemaskowany podczas przygotowań do zamachu na generał-gubernatora warszawskiego Konstantina Maksymowicza bojowiec PPS Tadeusz Dzierzbicki rzucił bombą w agentów Ochrany, zabijając dwóch z nich i siebie oraz ciężko raniąc trzeciego. Ponadto ranne zostały 24 osoby, w tym jedna ciężko.
- 11 czerwca – otwarto schronisko turystyczne na Babiej Górze w Beskidach Zachodnich.
- 13 czerwca – przed Sądem Wojskowym w Warszawie stanął bojowiec PPS Stefan Aleksander Okrzeja.
- 22–24 czerwca – w Łodzi strajk włókniarzy przeobraził się w dwudniowe starcia, w efekcie których zginęło i zostało rannych około dwóch tysięcy osób.
- 23 czerwca – bojowiec PPS Stefan Aleksander Okrzeja został skazany przez sąd w Warszawie na karę śmierci.
- 24 czerwca – zostało zdławione powstanie łódzkie.
- 3 lipca – od uderzenia pioruna spłonęła wieża kościoła św. Katarzyny w Gdańsku.
- 7 lipca – prezydentem Lwowa został Michał Michalski.
- 19 lipca – utworzona została Straż Ogniowa Ochotnicza w Sławkowie.
- 7 sierpnia – Austriacy przekazali Zamek Wawelski władzom cywilnym.
- 15 sierpnia – oddano do użytku Halę Targową w Chorzowie.
- 17 sierpnia – oddano do użytku linię Gdańsk Wąskotorowy – Stegna – Sztutowo, będącą częścią Gdańskiej Kolei Dojazdowej[1]. Pociągi pokonywały Przekop Wisły promem kolejowym między Świbnem i Mikoszewem.
- 24 sierpnia – otwarto linię kolejową Strzyłki Topolnica-Sianki (dł. 54,41 km), należącą do Austriackich Kolei Państwowych.
- 23 września:
  - późniejszy prymas August Hlond otrzymał święcenia kapłańskie.
  - w Stoczni Cesarskiej w Gdańsku zwodowano lekki krążownik SMS Danzig.
- 3 października – w Łodzi odbył się wielotysięczny pogrzeb przemysłowca branży włókienniczej Juliusza Kunitzera, zastrzelonego 30 września w tramwaju przez członków PPS – Adolfa Szulca i Stefana Jędrasa.
- 7 października – w Krakowie powstał pierwszy polski kabaret literacki. Występy Zielonego Balonika można było obejrzeć w Jamie Michalika wyłącznie na specjalne zaproszenie, a niewykazanie zachwytu wiązało się z brakiem zaproszenia na kolejne przedstawienia.
- 26 października – w Królestwie Polskim wybuchł strajk powszechny. W 45 miejscowościach uczestniczyło w nim około 800 tys. osób.
- 28 października – zawieszono bezterminowo działalność Uniwersytetu Warszawskiego.
- 31 października – w Sosnowcu proklamowano Republikę Zagłębiowską.
- 2 listopada – powstała Białogardzka Kolej Dojazdowa.
- 10 listopada – wprowadzono stan wojenny ukazem cara Mikołaja II Romanowa na całym terytorium Królestwa Polskiego.
- 12 listopada:
  - proklamowanie Republiki Sławkowskiej.
  - pierwsze zawody lekkoatletyczne we Lwowie (100 m: J. Bizoń 13,0 s.; 400 m: M. Kawecki 1:01,0 s.)
- 10 grudnia – Henryk Sienkiewicz otrzymał Nagrodę Nobla za całokształt pracy artystycznej.
- 26 grudnia – Organizacja Bojowa PPS dokonała napadu na kasę powiatową w Wysokiem Mazowieckiem, zdobywając pół miliona rubli.
- 27 grudnia – w Ostrowcu proklamowano Republikę Ostrowiecką.
- 28 grudnia – w Królestwie Polskim rozpoczął się strajk powszechny przeciwko wprowadzeniu stanu wojennego.
- Podczas rewolucji w Rosji doszło do podziału Polskiej Partii Socjalistycznej na PPS Frakcja Rewolucyjna (Józef Piłsudski), której celem była przede wszystkim walka o niepodległość oraz PPS Lewica (Maria Koszutska), której celem była przede wszystkim walka o prawa robotników.
- W wydarzeniach rewolucyjnych 1905 roku na ziemiach polskich wzięli czynny udział anarchiści.
- Strajk generalny w Krakowie i w Podgórzu pod hasłami walki o reformę prawa wyborczego.
- Lekkoatletyczne zawody międzyklubowe we Lwowie (K. Sołtyński, bieg na 1 milę – 5:20,0 s.)

## Wydarzenia na świecie
- 2 stycznia:
  - w czasie toczącej się wojny rosyjsko-japońskiej Rosjanie skapitulowali w Port Artur (Lüshun) w Chinach. Wydarzenie zaskoczyło opinię światową.
  - amerykański astronom Charles Dillon Perrine odkrył księżyc Jowisza Elarę.
- 14 stycznia – Jens Christian Christensen(inne języki) został premierem Danii.
- 22 stycznia – rewolucja w Rosji roku 1905: krwawa niedziela w Petersburgu zapoczątkowała rewolucję 1905. Wojsko na rozkaz cara otworzyło ogień do demonstrantów. Według oficjalnych danych zginęły 93 osoby, 333 odniosły rany (34 z nich zmarły), źródła nieoficjalne mówią o setkach zabitych (od 800 do 1000).
- 26 stycznia – w kopalni Premier Mine pod Pretorią w Republice Południowej Afryki został znaleziony największy i najczystszy ze znanych diamentów – Cullinan.
- 29 stycznia – wojna rosyjsko-japońska: zakończyła się nierozstrzygnięta bitwa pod Sandepu.
- Styczeń – rewolucja w Rosji roku 1905: strajki do końca stycznia podjęło ponad 400 tys. robotników, szybko zaczęły protestować także centra przemysłowe w Królestwie Polskim i na Wybrzeżu Bałtyckim.
- 1 lutego – założono holenderski klub piłkarski ADO Den Haag.
- 2 lutego – w Sankt Petersburgu pod oddziałem kawalerii załamał się Most Egipski. W katastrofie nikt nie zginął.
- 19 lutego–10 marca – Wojna rosyjsko-japońska: zwycięska dla wojsk japońskich bitwa pod Mukdenem (Shenyangiem) w Mandżurii z wojskami rosyjskimi.
- 21 lutego – zwodowano brytyjski transatlantyk RMS „Carmania”.
- 23 lutego – amerykański adwokat Paul P. Harris(inne języki) założył w Chicago organizację międzynarodową Rotary International.
- 24 lutego – zakończono drążenie najdłuższego wówczas kolejowego tunelu simplońskiego w Szwajcarii.
- 27 lutego – uroczyście otwarto ewangelicką katedrę berlińską.
- 3 marca – rewolucja w Rosji roku 1905: car Mikołaj II Romanow zgodził się na powstanie parlamentu w Rosji – Dumy Państwowej.
- 4 marca – prezydent USA Theodore Roosevelt rozpoczął urzędowanie.
- 8 marca – niemiecki astronom Max Wolf odkrył planetoidę (559) Nanon.
- 10 marca:
  - wojna rosyjsko-japońska: zwycięstwem Japończyków zakończyła się bitwa pod Mukdenem.
  - założono angielski klub piłkarski Chelsea F.C.
- 17 marca – Albert Einstein opublikował pracę pod tytułem O wytwarzaniu i transformacji światła, która wyjaśnia zjawisko fotoelektryczne używając pojęcia cząstek, nazwanych później fotonami.
- 19 marca – założono argentyński klub piłkarski Belgrano Córdoba.
- 28 marca – Alessandro Fortis został premierem Włoch.
- 31 marca – cesarz Niemiec Wilhelm II Hohenzollern domagał się uznania równości interesów kolonialnych Francji i Niemiec w Maroku, czym wywołał pierwszy kryzys marokański.
- Marzec – rewolucja w Rosji roku 1905: zamknięto wszystkie wyższe uczelnie.
- 3 kwietnia – w Buenos Aires został założony klub sportowy Boca Juniors.
- 4 kwietnia – ponad 20 tys. osób zginęło w trzęsieniu ziemi o magnitudzie 7,8 stopnia w skali Richtera, w leżącym w północnych Indiach mieście Kangra.
- 6 kwietnia – niemiecki astronom Paul Götz odkrył planetoidę (563) Suleika.
- 9 kwietnia:
  - w Chinach wykonano ostatnią egzekucję poprzez karę tysiąca cięć.
  - Juventus F.C. zdobył swoje pierwsze mistrzostwo Włoch.
- 10 kwietnia – w Manili wyjechały na ulicę pierwsze tramwaje elektryczne.
- 18 kwietnia – Real Madryt, pokonując w finale Athletic Bilbao 1:0, zdobył po raz pierwszy piłkarski puchar Hiszpanii.
- 3 maja – założono niemiecki klub piłkarski Arminia Bielefeld.
- 5 maja – założono argentyński klub piłkarski CA Colón.
- 6 maja – Federico Reichert dokonał pierwszego wejścia na szczyt wulkanu Socompa na granicy chilijsko-argentyńskiej (6051 m).
- 13 maja:
  - w Paryżu zadebiutowała Mata Hari.
  - założono brazylijski klub piłkarski Sport Recife.
- 15 maja – na powierzchni 0,4 km², która później stała się śródmieściem metropolii, założono miasto Las Vegas w USA.
- 27–28 maja – wojna rosyjsko-japońska: klęska floty rosyjskiej w bitwie pod Cuszimą.
- 28 maja – niemiecki astronom Paul Götz odkrył planetoidy (566) Stereoskopia i (567) Eleutheria.
- 7 czerwca – norweski parlament zadeklarował rozwiązanie unii państwowej ze Szwecją – Norwegia stała się niezależnym państwem.
- 9 czerwca – założono londyński klub piłkarski Charlton Athletic F.C.
- 15 czerwca – księżniczka brytyjska Małgorzata z Connaught wyszła za mąż za księcia szwedzkiego Gustawa.
- 18 czerwca – Géza Fejérváry został premierem Królestwa Węgier.
- 23 czerwca – po raz pierwszy wzbił się w powietrze samolot Flyer III konstrukcji braci Wright.
- 27 czerwca:
  - rewolucja w Rosji roku 1905: doszło do buntu załogi na pancerniku rosyjskiej floty czarnomorskiej Potiomkin.
  - w Chicago założono rewolucyjny związek zawodowy Robotnicy Przemysłowi Świata (IWW).
- 30 czerwca:
  - Albert Einstein opublikował szczególną teorię względności, zawierającą równanie E=mc².
  - w wyniku przejścia tajfunu nad atolem Knox w archipelagu Wysp Marshalla zginęli prawie wszyscy jego mieszkańcy (60-70 osób). Od tego czasu pozostaje on niezamieszkany.
- 5 lipca – Alfred Deakin został premierem Australii.
- 13 lipca – w Norwegii odbyło się referendum potwierdzające rozwiązanie unii państwowej ze Szwecją.
- 19 lipca – car Mikołaj II wydał ukaz zwołania Dumy, do której miały być przeprowadzone czterostopniowe wybory z zastosowaniem cenzusu majątkowego.
- 20 lipca – w Niemieckiej Afryce Wschodniej wybuchło powstanie Maji-Maji.
- 29 lipca – podpisano tajne memorandum pomiędzy USA i Japonią, potwierdzające japońską strefę wpływów w Korei i amerykańską na Filipinach (porozumienie William H. Taft – Katsura Tarō).
- 19 sierpnia – cesarz Rosji Mikołaj II Romanow wydał manifest powołujący do życia Dumę Państwową, która w założeniu miała być jedynie organem doradczym monarchy.
- 1 września – ustanowiono dwie kanadyjskie prowincje – Albertę i Saskatchewan – z podziału terytoriów północno-zachodnich.
- 5 września – w Portsmouth w USA podpisano pokój pomiędzy Japonią a Rosją, kończący wojnę rosyjsko-japońską.
- 27 września – Albert Einstein opublikował pracę o równoważności masy i energii (E=mc²).
- 2 października – położenie stępki pod pancernik brytyjski HMS Dreadnought, o przełomowej i rewolucyjnej konstrukcji, spowodowało wyścig zbrojeń – pancernik został ukończony już po 14 miesiącach w grudniu 1906.
- 5 października – trzeci samolot braci Wright o nazwie Wright Flyer III, pilotowany przez Wilbura, odbył lot o długości 39 minut, pokonując 24 1/2 mili (39,43 km). Był to pierwszy samolot, który utrzymał się w powietrzu ponad pół godziny.
- 14 października:
  - założono klub piłkarski Sevilla FC.
  - założono Międzynarodową Federację Lotniczą (FAI).
- 16 października – rewolucja w Rosji roku 1905: rosyjska armia otworzyła ogień w czasie manifestacji w Estonii, zabijając 94 osoby i raniąc przeszło 200.
- 20 października – założono turecki klub piłkarski Galatasaray SK.
- 26 października – Szwecja wyraziła zgodę na rozwiązanie unii państwowej z Norwegią.
- 30 października – rewolucja w Rosji roku 1905: car Mikołaj II Romanow został zmuszony do ogłoszenia manifestu zapowiadającego przyznanie swobód obywatelskich, amnestię, prawo wyborcze dla wszystkich warstw społecznych i powołanie Dumy jako władzy ustawodawczej.
- Październik – rewolucja w Rosji roku 1905: strajki w Rosji objęły ponad 2 mln osób we wszystkich ważniejszych guberniach.
- 4 listopada – powstał Niemiecki Związek Narciarski.
- 9 listopada – w prowincji Alberta w Kanadzie przeprowadzono pierwsze powszechne wybory.
- 18 listopada – książę Danii Christian Frederik Carl Georg Valdemar Axel został pierwszym królem Norwegii po rozwiązaniu unii ze Szwecją, jako Haakon VII Norweski.
- 28 listopada – Arthur Griffith, irlandzki przywódca narodowy i polityk, założył organizację i partię Sinn Féin w Dublinie, której celem była całkowita niezależność Irlandii.
- 4 grudnia – na ulice Opawy wyjechały pierwsze tramwaje elektryczne.
- 5 grudnia – Henry Campbell-Bannerman został premierem Wielkiej Brytanii.
- 7 grudnia – austriacki lekarz okulista Eduard Zirm przeprowadził w Ołomuńcu pierwszą udaną operację przeszczepienia rogówki.
- 8 grudnia – utworzono Australijskie Biuro Statystyczne (ABS).
- 9 grudnia:
  - Émile Combes przedstawił w parlamencie francuskim ustawę o rozdzieleniu Kościoła od państwa.
  - w Dreźnie odbyła się premiera opery Salome Richarda Straussa.
- 10 grudnia – Henryk Sienkiewicz odebrał literacką Nagrodę Nobla.
- 23 grudnia – zainaugurował działalność Aldwych Theatre na londyńskim West Endzie.
- 26 grudnia – zwodowano japoński krążownik pancerny „Tsukuba”.
- 29 grudnia – założono francuski klub piłkarski AJ Auxerre.
- 30 grudnia – w Theater an der Wien w Wiedniu odbyła się prapremiera operetki Wesoła wdówka z muzyką Franza Lehára.

## Urodzili się
- 1 stycznia – Ada Wojcyk, radziecka aktorka filmowa (zm. 1982)
- 2 stycznia – Michael Tippett, sir, angielski kompozytor (zm. 1998)
- 3 stycznia – Anna May Wong, amerykańska aktorka pochodzenia chińskiego (zm. 1961)
- 8 stycznia – Clarice Benini, włoska szachistka (zm. 1976)
- 11 stycznia – Helena Bartošová-Schützová, słowacka śpiewaczka operowa (zm. 1981)
- 13 stycznia – Jan Stachniuk, polski filozof, zadrużanin (zm. 1963)
- 14 stycznia – Jeanne Bot, francuska superstulatka (zm. 2021)
- 16 stycznia:
  - Zygmunt Bończa-Tomaszewski, polski aktor, reżyser, dyrektor teatru (zm. 1976)
  - Leszek Karczewski, polski architekt (zm. 1978)
  - Anna Sakse, łotewska powieściopisarka (zm. 1981)
- 17 stycznia – Zizi Halama, polska tancerka, aktorka (zm. 1975)
- 20 stycznia:
  - Herbert Bowden, brytyjski arystokrata, polityk (zm. 1994)
  - Władysław Strzelecki, polski filolog klasyczny, wykładowca akademicki (zm. 1967)
- 21 stycznia:
  - Christian Dior, francuski projektant mody, kostiumograf filmowy, założyciel domu mody (zm. 1957)
  - Józef Kut, polski duchowny katolicki, męczennik, błogosławiony (zm. 1942)
  - Wanda Wasilewska, polska i radziecka działaczka komunistyczna, pisarka, polityk, wiceprzewodnicząca PKWN (zm. 1964)
- 22 stycznia – Rajmund Wincenty Vargas González, meksykański męczennik, błogosławiony katolicki (zm. 1927)
- 23 stycznia – Konstanty Ildefons Gałczyński, polski poeta (zm. 1953)
- 26 stycznia – Maria Pilar Jordá Botella, hiszpańska działaczka Akcji Katolickiej, męczennica, błogosławiona katolicka (zm. 1936)
- 28 stycznia – György Kulin, węgierski astronom (zm. 1989)
- 29 stycznia – Anna Chmielewska, polska pedagog społeczna (zm. 1981)
- 30 stycznia – Jerzy Koszutski, polski muzyk, sportowiec (zm. 1960)
- 1 lutego – Emilio Segrè, amerykański fizyk, laureat Nagrody Nobla w dziedzinie fizyki (zm. 1989)
- 2 lutego – Ayn Rand, amerykańska pisarka i filozof rosyjskiego pochodzenia, twórczyni filozofii obiektywizmu (zm. 1982)
- 3 lutego – Paul Ariste[2], estoński językoznawca-uralista (zm. 1990)
- 6 lutego:
  - Władysław Gomułka, polski polityk, działacz komunistyczny, I sekretarz KC PPR, wicepremier, I sekretarz KC PZPR (zm. 1982)
  - Irmgard Keun, niemiecka pisarka (zm. 1982)
  - Władimir Mielnikow, radziecki polityk (zm. 1981)
  - Jan Werich, czeski aktor, dramaturg, prozaik, tłumacz, dyrektor teatrów (zm. 1980)
- 7 lutego – Ulf von Euler, szwedzki fizjolog, laureat Nagrody Nobla w dziedzinie fizjologii lub medycyny (zm. 1983)
- 8 lutego – Augustyn Pająk, polski nauczyciel, działacz społeczny (zm. 1941)[3]
- 9 lutego – Bronisław Przyłuski, polski dramatopisarz, poeta i tłumacz (zm. 1980)
- 10 lutego – John Dierkes, amerykański aktor (zm. 1975)
- 18 lutego – Leon Uszkiewicz, polski psychiatra (zm. 1953)
- 23 lutego:
  - Derrick Henry Lehmer, amerykański matematyk (zm. 1991)
  - Maksymilian Tkocz, polski dziennikarz i działacz społeczny, prezydent Opola (zm. 1970)
- 26 lutego:
  - Józef Kisielewski, polski pisarz (zm. 1966)
  - Jadwiga Pierzchalanka, polska taterniczka, grotołaz, narciarka wysokogórska (zm. 1980)
- 28 lutego - Lucia Valerio, włoska tenisistka (zm. 1996)
- 3 marca:
  - Maria Baran, polska lekkoatletka, sprinterka (zm. 1968)
  - Ferdynand García Sendra, hiszpański duchowny katolicki, męczennik, błogosławiony (zm. 1936)
- 4 marca – Helena Straszyńska, polska pedagog, działaczka harcerska (zm. 2003)
- 5 marca – Witold Plapis, polski architekt (zm. 1968)
- 11 marca – Zygmunt Dworakowski, polski polityk, prezydent Warszawy (zm. 1971)
- 12 marca:
  - Bronisław Darski, polski aktor (zm. 1964)
  - Takashi Shimura, japoński aktor (zm. 1982)
  - Henryk Trzebiński, polski adwokat, dziennikarz, polityk, poseł do KRN i na Sejm Ustawodawczy (zm. 1964)
- 14 marca – Ann-Margret Ahlstrand, szwedzka lekkoatletka, skoczkini wzwyż (zm. 2001)
- 15 marca – Adam Obarski, polski działacz socjalistyczny i niepodległościowy (zm. 1973)
- 19 marca – Albert Speer, niemiecki polityk i architekt, jeden z przywódców hitlerowskich Niemiec, zbrodniarz wojenny (zm. 1981)
- 25 marca – Karol Olgierd Borchardt, polski pisarz i marynarz, kapitan żeglugi wielkiej (zm. 1986)
- 26 marca – Viktor Frankl, psychiatra i psychoterapeuta austriacki, więzień obozów koncentracyjnych (zm. 1997)
- 29 marca – Maria Gabrielis, franciszkanka misjonarka, męczennica (zm. 1945)[4]
- 30 marca:
  - Izrael Frydberg, polski działacz komunistyczny i urzędnik żydowskiego pochodzenia (zm. 1981)
  - Albert Pierrepoint, brytyjski kat (zm. 1992)
- 1 kwietnia – Jan Depak, polski działacz komunistyczny, przewodniczący Prezydium MRN w Gdyni (zm. 1970)
- 4 kwietnia – Nripen Chakraborty, indyjski polityk (zm. 2004)
- 9 kwietnia – J. William Fulbright, amerykański prawnik, polityk, senator ze stanu Arkansas (zm. 1995)
- 11 kwietnia – Attila József, węgierski poeta (zm. 1937)
- 12 kwietnia – Alina Żeliska, polska aktorka (zm. 1994)
- 14 kwietnia – Georg Lammers, niemiecki lekkoatleta, sprinter (zm. 1987)
- 15 kwietnia – Uno Wallentin, szwedzki żeglarz, medalista olimpijski (zm. 1954)
- 16 kwietnia – Ludwig Fischer, niemiecki zbrodniarz wojenny, gubernator dystryktu warszawskiego (zm. 1947)
- 18 kwietnia:
  - Kazimierz Zembrzuski, polski inżynier mechanik, konstruktor lokomotyw, profesor Politechniki Warszawskiej (zm. 1981)
  - George H. Hitchings, amerykański biochemik i farmakolog, laureat Nagrody Nobla w dziedzinie fizjologii lub medycyny (zm. 1998)
  - Małgorzata Glücksburg, księżniczka grecka i duńska (zm. 1981)
- 20 kwietnia:
  - Hanna Januszewska, polska prozaiczka, poetka, tłumaczka, autorka sztuk teatralnych i słuchowisk (zm. 1980)
  - Jerzy Modzelewski, polski duchowny katolicki, biskup pomocniczy warszawski (zm. 1986)
- 22 kwietnia:
  - Ludwik Mzyk, polski werbista, męczennik, błogosławiony katolicki (zm. 1940)
  - Ludwik Zajdler, polski astronom, pisarz (zm. 1985)
- 23 kwietnia – Nathan Homer Knorr, amerykański prezes Strażnicy – Towarzystwa Biblijnego i Traktatowego Świadków Jehowy (zm. 1977)
- 25 kwietnia – Emma Talmi, izraelski polityk (zm. 2004)
- 30 kwietnia – Siergiej Nikolski, rosyjski matematyk (zm. 2012)
- 1 maja – Leila Hyams, amerykańska aktorka (zm. 1977)
- 3 maja – George Bidwell, brytyjski pisarz (zm. 1989)
- 5 maja – Maria Zielonka, porucznik Armii Krajowej (zm. 1944)
- 8 maja – Karol Borsuk, polski matematyk, przedstawiciel warszawskiej szkoły matematycznej (zm. 1982)
- 14 maja – Nikołaj Tichonow, radziecki polityk, premier ZSRR (zm. 1997)
- 16 maja – Henry Fonda, amerykański aktor (zm. 1982)
- 18 maja:
  - Theodor Berger, austriacki kompozytor (zm. 1992)
  - Władysław Hańcza, polski aktor (zm. 1977)
- 19 maja:
  - Stanisław Dawski, polski artysta plastyk (zm. 1990)
  - Michał Gamski (właśc. Samuel Gamm), polski działacz komunistyczny żydowskiego pochodzenia (zm. 1966)
- 20 maja –  Gerrit Achterberg, holenderski poeta (zm. 1962)
- 24 maja:
  - Michaił Szołochow, rosyjski pisarz, laureat Nagrody Nobla w dziedzinie literatury (zm. 1984)
  - Hans Tießler, niemiecki prawnik, polityk, nadburmistrz Katowic (zm. 1951)
- 30 maja – Pere Tarrés Claret, hiszpański duchowny katolicki, błogosławiony (zm. 1950)
- 5 czerwca – Christopher Hawkes, angielski archeolog (zm. 1992)
- 12 czerwca – Eugeniusz Pichell, polski artysta grafik (zm. 1976)
- 13 czerwca:
  - Antoni Olechnowicz, polski podpułkownik (zm. 1951)
  - Franco Riccardi, włoski szermierz (zm. 1968)
  - Chen Yun, chiński polityk komunistyczny (zm. 1995)
- 16 czerwca – Wiktor Ostrowski, polski podróżnik, fotografik, taternik, alpinista, autor książek reportażowych (zm. 1992)
- 21 czerwca – Jean-Paul Sartre, francuski pisarz i filozof, laureat Nagrody Nobla w dziedzinie literatury (zm. 1980)
- 22 czerwca – Zoltán Brüll, węgierski taternik i lekarz (zm. 1945)
- 30 czerwca:
  - Alojzy Campos Górriz, hiszpański prawnik, męczennik, błogosławiony katolicki (zm. 1936)
  - Tadeusz Lipski, polski malarz, grafik, ilustrator (zm. 1987)
  - Ludwik Szenderowski, polski duchowny protestancki (zm. 1993)
  - John Van Ryn, amerykański tenisista (zm. 1999)
- 1 lipca – Carl Stoltz, duński piłkarz (zm. 1977)
- 4 lipca – Carey W. Barber, brytyjski kaznodzieja, członek Ciała Kierowniczego Świadków Jehowy (zm. 2007)
- 7 lipca – Wiktorian Pius, hiszpański lasalianin, męczennik, święty katolicki (zm. 1934)
- 8 lipca:
  - Zofia Małynicz, polska aktorka (zm. 1988)
  - Eugeniusz Smoliński, polski żołnierz AK (zm. 1949)
- 12 lipca:
  - Tadeusz Przypkowski, polski historyk sztuki i nauki, kolekcjoner, jeden z nielicznych w świecie gnomoników (zm. 1977)
  - Katherine Warren, amerykańska aktorka (zm. 1965)
  - Jan Windsor, książę Wielkiej Brytanii (zm. 1919)
- 13 lipca:
  - Irena Chmielewska, polska biochemik (zm. 1987)
  - Bosley Crowther, amerykański dziennikarz, krytyk filmowy (zm. 1981)
  - Zygmunt Skibniewski, polski architekt, urbanista (zm. 1994)
- 19 lipca – Józef Girotti, włoski dominikanin, męczennik, błogosławiony katolicki (zm. 1945)
- 23 lipca: 
  - Leopold Engleitner, austriacki Świadek Jehowy, więzień obozów koncentracyjnych (zm. 2013)
  - Erich Itor Kahn, niemiecki kompozytor i pianista (zm. 1956)
- 25 lipca – Elias Canetti, szwajcarski pisarz, poeta, dramaturg, tłumacz, eseista i socjolog (zm. 1994)
- 26 lipca – Karolina Borchardt, polska pilotka, malarka i działaczka społeczna (zm. 1995)
- 29 lipca – Dag Hammarskjöld, szwedzki polityk, sekretarz generalny ONZ, laureat Pokojowej Nagrody Nobla (zm. 1961)
- 31 lipca – Ernest Pischinger, twórca Wyższej Szkoły Inżynierskiej w Bydgoszczy, chemik (zm. 1980)
- 3 sierpnia – Franz König, austriacki duchowny katolicki, arcybiskup Wiednia, kardynał (zm. 2004)
- 7 sierpnia – Anna Rudawcowa, polska poetka, pisarka, aktorka, nauczycielka, działaczka patriotyczna (zm. 1981)
- 8 sierpnia – Henri Schelcher, francuski żeglarz, olimpijczyk (zm. 1988)
- 13 sierpnia:
  - Gareth Jones, walijski dziennikarz, który informował o wielkim głodzie na Ukrainie (zm. 1935)
  - Salwator Lara Puente, meksykański działacz Akcji Katolickiej, męczennik, święty katolicki (zm. 1926)
- 16 sierpnia:
  - Marian Rejewski, polski matematyk, kryptolog, który razem z Henrykiem Zygalskim i Jerzym Różyckim złamał kod niemieckiej maszyny szyfrującej Enigma (zm. 1980)
  - Aleksander Żyw, polski malarz tworzący na emigracji w Wielkiej Brytanii i Włoszech (zm. 1995)
- 17 sierpnia – Ada Falcon, argentyńska aktorka, tancerka, piosenkarka (zm. 2002)
- 25 sierpnia:
  - Faustyna Kowalska, święta, polska zakonnica, mistyczka (zm. 1938)
  - Iwan Sierow, oficer radzieckich służb specjalnych (zm. 1990)
- 26 sierpnia – Michał Blecharczyk, polski duchowny katolicki, biskup pomocniczy tarnowski (zm. 1965)
- 30 sierpnia – Maria Felicyta (Paulina Borowik), polska nazaretanka, męczennica, błogosławiona katolicka (zm. 1943)
- 3 września – Carl David Anderson, amerykański fizyk eksperymentalny, laureat Nagrody Nobla (zm. 1991)
- 4 września – Robert Alt, niemiecki pedagog (zm. 1978)
- 5 września – Arthur Koestler, brytyjski pisarz i dziennikarz, pochodzenia węgierskiego (zm. 1983)
- 7 września – Brunon Zembol, polski franciszkanin, męczennik, błogosławiony katolicki (zm. 1942)
- 8 września – Ferdynand Saperas Aluja, hiszpański klaretyn, męczennik, błogosławiony katolicki (zm. 1936)
- 18 września
  - Agnes de Mille, amerykańska tancerka, choreografka (zm. 1993)
  - Greta Garbo, szwedzka aktorka (zm. 1990)
- 23 września – Eugeniusz Stawiński, polski tkacz, związkowiec, polityk, poseł do Krajowej Rady Narodowej i na Sejm PRL, prezydent Łodzi, minister przemysłu lekkiego, wicepremier (zm. 1989)
- 24 września:
  - Agnieszka Dobrowolska, polska historyk sztuki, etnograf (zm. 1979)
  - Severo Ochoa, hiszpański biochemik, laureat Nagrody Nobla w dziedzinie fizjologii lub medycyny (zm. 1993)
- 25 września – Siergiej Kaftanow, radziecki polityk (zm. 1978)
- 30 września – Michael Powell, brytyjski reżyser filmowy (zm. 1990)
- 6 października – Helen Wills Moody, amerykańska tenisistka, mistrzyni olimpijska, mistrzyni US Open, Wimbledonu i French Open (zm. 1998)
- 10 października – Lotte Loebinger, niemiecka aktorka teatralna i filmowa (zm. 1999)[5]
- 11 października – Jadwiga Chojnacka, polska aktorka (zm. 1992)
- 16 października – Jadwiga Szubartowicz, polska superstulatka, najstarsza Polka w latach 2015–2017 (zm. 2017)
- 18 października – Félix Houphouët-Boigny, iworyjski polityk, pierwszy prezydent Wybrzeża Kości Słoniowej (zm. 1993)
- 20 października – Helena Kamińska, polska historyk, działaczka komunistyczna (zm. 1998)
- 22 października:
  - Karl Guthe Jansky, amerykański fizyk, inżynier radiowy (zm. 1950)
  - Joseph Kosma, kompozytor francuski, pochodzenia węgierskiego (zm. 1969)
- 23 października – Felix Bloch, szwajcarsko-amerykański fizyk, laureat Nagrody Nobla (zm. 1983)
- 27 października – Henry Mann, amerykański statystyk i matematyk (zm. 2000)
- 2 listopada – Bernice Kolko, fotografka żydowskiego pochodzenia (zm. 1970)
- 11 listopada – Bellarmino Bagatti, włoski franciszkanin, archeolog (zm. 1990)
- 15 listopada – Leopold Buczkowski, polski pisarz (zm. 1989)
- 17 listopada – Adam Ważyk, polski poeta i prozaik (zm. 1982)
- 24 listopada – Harry Barris, amerykański piosenkarz jazzowy, pianista i autor tekstów (zm. 1962)
- 25 listopada – Antoni Wacyk, polski pisarz i publicysta, ideolog grupy Zadruga (zm. 2000)
- 29 listopada – Marcel Lefebvre, francuski duchowny katolicki, arcybiskup, schizmatyk, ekskomunikowany (zm. 1991)
- 2 grudnia – Moses Asch, założyciel Folkways Records (zm. 1986)
- 3 grudnia – Kazimierz Wajda, polski aktor radiowy, teatralny i filmowy, członek zespołu przygotowującego radiowe słuchowisko pt. Wesoła Lwowska Fala (zm. 1955)
- 5 grudnia – Adam Kossowski, polski malarz, rzeźbiarz (zm. 1986)
- 8 grudnia – Helene Junker, niemiecka lekkoatletka, sprinterka (zm. 1997)
- 15 grudnia – Anna Krzywicka, polska rolniczka, Sprawiedliwa wśród Narodów Świata (zm. 1980)
- 17 grudnia – Simo Häyhä, fiński strzelec wyborowy, najskuteczniejszy snajper w historii wojskowości (zm. 2002)
- 19 grudnia – Irving Kahn, amerykański finansista i inwestor żydowskiego pochodzenia (zm. 2015)
- 25 grudnia – Lewis Allen, angielski reżyser (zm. 2000)
- 26 grudnia – Alina Rossman, polska działaczka podziemia antykomunistycznego (zm. 1948)
- 31 grudnia:
  - Tadeusz Breza, polski prozaik i eseista (zm. 1970)
  - Marian de la Mata Aparício, hiszpański augustianin, misjonarz, błogosławiony katolicki (zm. 1983)
  - Guy Mollet, francuski polityk, premier Francji (zm. 1975)

## Zdarzenia astronomiczne
- 30 sierpnia – całkowite zaćmienie Słońca

## Nagrody Nobla
- z fizyki – Philipp Lenard
- z chemii – Adolf von Baeyer
- z medycyny – Robert Koch
- z literatury – Henryk Sienkiewicz
- nagroda pokojowa – Bertha von Suttner

## Święta ruchome
- Tłusty czwartek: 2 marca
- Ostatki: 7 marca
- Popielec: 8 marca
- Niedziela Palmowa: 16 kwietnia
- Pamiątka śmierci Jezusa Chrystusa: 19 kwietnia
- Wielki Czwartek: 20 kwietnia
- Wielki Piątek: 21 kwietnia
- Wielka Sobota: 22 kwietnia
- Wielkanoc: 23 kwietnia
- Poniedziałek Wielkanocny: 24 kwietnia
- Wniebowstąpienie Pańskie: 1 czerwca
- Zesłanie Ducha Świętego: 11 czerwca
- Boże Ciało: 22 czerwca